# Нетерпение чувств
«Нетерпение чувств» (англ. Bad Timing) — фильм английского режиссёра Николаса Роуга, вышедший в 1980 году.

## Сюжет
В больницу города Вены, после попытки самоубийства передозировкой лекарств, привозят 20-летнюю американку, Милен Флаэрти. Пока врачи борются за жизнь девушки, инспектор Нетусил, подозревая насильственную смерть, вызывает на допрос любовника Милен, профессора психологии Алекса Линдена. Прибывший в машине скорой помощи называет себя другом потерпевшей. Далее сюжет раскрывает историю взаимоотношений пары. Любовь с первого взгляда и бурный роман, постепенно переросли в сложные отношения. Поначалу Алекса привлекал раскрепощенный нрав любовницы, но её импульсивное поведение постепенно стало раздражать. 
Милена была замужем за Стефаном, который был значительно старше её. Алекс, ревнуя, начинает следить за Милен, убеждается, что в её браке отношения были чисто платонические и не успокаивается. Милен выводит из себя, что для Алекса она не более чем интересный случай в его исследованиях. Оба ищут утешения в алкоголе, который только усугубляет ситуацию. Перед трагедией между любовниками произошла размолвка и они долго не общались.
Нетусил восстанавливает события непосредственно перед попыткой самоубийства. Девушка оставила голосовое сообщение Алексу, что собирается свести счёты с жизнью. Алекс пришёл к ней и обнаружив Милен уже без сознания, не стал оказывать помощь. Он некоторое время ждал — девушка подавала признаки жизни. Затем изнасиловал её, но, после, всё же вызвал скорую помощь. Инспектор находит свидетельства изнасилования, только Алекс так и не признался в том, что едва не допустил смерть Милен. Врачи спасают жизнь Милен. В концовке между главными героями происходит спонтанная встреча, однако Милен не собирается общаться с Алексом.

## В ролях
- Арт Гарфанкел — Алекс Линден
- Тереза Расселл — Милен Флаерти
- Харви Кейтел — детектив Фридрих Нетусил
- Денхолм Эллиотт — Стефан Вогник
- Дэниел Мэсси — прохожий
- Юджин Липински — полицейский
- Аня Марсон — доктор Шнейдер

## История
После выхода фильм вызвал споры: его дистрибьютор, Rank Organization, назвал его «больным фильмом, снятым больными людьми для больных людей», в ответ логотип Rank был удалён со всех копий фильма в Великобритании. Фильму в Соединенных Штатах был присвоен рейтинг X. Он не выпускался на домашнем видео в Соединенных Штатах до 2005 года, когда The Criterion Collection выпустили свое издание на DVD.
Некоторые находили фильм блестящим; другие — безвкусным. На премьере в Великобритании кинокритик Дэвид Робинсон в «Таймс» похвалил Николаса Роуга как «режиссера с щегольством и индивидуальностью, способного очаровывать и привлекать внимание», а также написал о необычном монтаже и тщательно срежиссированных сценах: «В других руках всё это могло бы быть только обманом и отвлечением внимания, но благодаря этим разрозненным элементам Роуг и его гениальный писатель Йель Удофф создают совершенно связное и интригующее центральное повествование и отношения». Джон Коулман в New Statesman дал очень плохой отзыв: «[у него] общий стиль, который чертовски играет с хронологией».
Согласно агрегатору рецензий Rotten Tomatoes фильм получил 55 % баллов на основе рецензий 11 критиков со средней оценкой 7 из 10.
Фильм получил высшую награду Фестиваля в Торонто, приз зрительских симпатий в 1980 году, а также премию Лондонского кружка кинокритиков за лучшую режиссуру.